# Antoni Martí
Antoni Martí Petit, även känd som Toni Martí, född 30 juli 1963 i Escaldes-Engordany, död 6 november 2023 i Escaldes-Engordany, var en andorransk arkitekt och politiker.
Martí innehade posten som Andorras regeringschef (Cap de Govern) från 11 maj 2011 till 16 maj 2019. Han räknas som en veteran inom den andorranska politiken.

## Biografi
Antoni Martí Petit föddes 1963 i Escaldes-Engordany. Han var gift och far till tre söner.
Martí studerade arkitektur vid Université de Toulouse. Hans politiska bana inleddes 1994 inom Andorras liberala parti (Partit Liberal d'Andorra, PLA), där han var en av grundarna. Han blev samma år invald i Andorras parlament (El Consell General) och återvaldes både 1997 och 2001. 2003 lämnade han rikspolitiken för kommunalpolitiken, och han utsågs året därpå till förste kommunalråd i hemkommunen Escaldes-Engordany under partibeteckningen Unió del Poble ('Folkunionen').
Vid 2009 års parlamentsval segrade Socialdemokratiska partiet (PSD), med drygt 45 procent av rösterna. Med 14 av 28 platser i parlamentet kunde man utse partiets Jaume Bartumeu till regeringschef (Cap de Govern). Däremot kunde regeringen, på grund av jämvikten, inte fullt ut genomföra sin politik.
Därför utlystes 2011 extra val till parlamentet. Den nybildade centerhögerkoalitionen Demokrater för Andorra (Demòcrates per Andorra, DA) vann parlamentsvalet, med 55 procent av rösterna. DA var en ny skapelse, bildad till valet 2011 som en sammanslagning av PLA och kristdemokratiska Ny center. 12 maj 2011 utsågs dess partiledare Antoni Martí till ny regeringschef i Andorra. 
Vid 2015 års parlamentsval återvaldes Martí till posten, återigen med stöd av en majoritet av parlamentet. Koalitionen förlorade dock drygt 15 procentenheter av sitt väljarstöd och backade till 15 av 28 platser i parlamentet. Martí lovade vid återtillträdet att han skulle fortsätta sin plan att modernisera Andorra och öppna dess finanssektor.
I maj 2019 avgick Martí från posten som regeringschef. Han efterträddes av Xavier Espot Zamora, tidigare justitie- och inrikesminister. Bytet av regeringschef skedde efter parlamentsvalet i april, där regeringspartiet Demokrater för Andorra segrade med knapp marginal.

## Karriärsteg[5]
- 1994–2003 • parlamentsledamot
- 2004–2011 • förste kommunalråd i Escaldes-Engordany
- 2011–2019 • regeringschef